# Saison 2010 des Dodgers de Los Angeles
La Saison 2010 des Dodgers de Los Angeles est la 128e saison en Ligue majeure pour cette franchise (120e en Ligue nationale et 53e à Los Angeles).

## Intersaison

### Arrivées
- Le voltigeur Reed Johnson signe comme agent libre le 1er février en provenance des Cubs de Chicago[1].
- L'agent libre Éric Gagné, une ancienne vedette des Dodgers, signe un contrat des ligues mineures le 19 février[2].

### Départs
- Jon Garland, Jeff Weaver, Guillermo Mota, Brad Ausmus, Ronnie Belliard, Orlando Hudson, Mark Loretta, Eric Milton et Jim Thome deviennent agents libres.
- Devenu agent libre, Randy Wolf signe pour trois saisons chez les Brewers de Milwaukee le 14 décembre 2009[3].
- Le 15 décembre 2009, la voltigeur Juan Pierre est échangé aux White Sox de Chicago contre deux jeunes joueurs de Ligues mineures[4].
- Le 4 février 2010, Orlando Hudson rejoint les Twins du Minnesota[5].
- Le 4 février 2010, le premier but Jim Thome rejoint les Twins du Minnesota[6].
- Le lanceur Will Ohman accepte un contrat des ligues mineures avec les Orioles de Baltimore[7].

### Prolongations de contrats
- Le 15 janvier, Matt Kemp obtient une prolongation de contrat de 2 ans pour 10,5 millions de dollars[8].
- Le 15 janvier, le lanceur Chad Billingsley accepte une entente d'un an pour 3,85 millions de dollars[9].

### Cactus League
31 rencontres de préparation sont programmées du 5 mars au 3 avril à l'occasion de cet entraînement de printemps 2010 des Dodgers.
Avec 11 victoires et 17 défaites, les Dodgers terminent 14e de la Cactus League et enregistrent la 14e performance des clubs de la Ligue nationale.

## Saison régulière

### Classement
| Ligue nationale (Division Ouest) | V  | D  | %    | GB |
| -------------------------------- | -- | -- | ---- | -- |
| Giants de San Francisco          | 92 | 70 | .568 | -  |
| Padres de San Diego              | 90 | 72 | .556 | 2  |
| Rockies du Colorado              | 83 | 79 | .512 | 9  |
| Dodgers de Los Angeles           | 80 | 82 | .494 | 12 |
| Diamondbacks de l'Arizona        | 65 | 97 | .401 | 27 |

### Résultats
| Légende              | Légende             | Légende       |
| victoire des Dodgers | défaite des Dodgers | match reporté |
| -------------------- | ------------------- | ------------- |

#### Avril
Le 13 avril, à l'occasion du premier match de la saison au Dodger Stadium, des incidents violents impliquant des fans sont signalés aux abords du stade et même dans le stade. La police procède à 132 arrestations, principalement pour ivresse publique. Des scènes de violence impliquant la police ont été mises en ligne sur YouTube, mais ont rapidement été censurées.

#### Juillet
- Le 31 juillet, les Dodgers obtiennent des Cubs de Chicago le joueur d'arrêt-court Ryan Theriot et le vétéran lanceur gaucher Ted Lilly. Ils cèdent en retour le deuxième but Blake DeWitt et deux lanceurs droitiers évoluant en ligues mineures, Kyle Smit et Brett Wallach[13].
- Le 31 juillet, les Dodgers obtiennent des Pirates de Pittsburgh le lanceur Octavio Dotel et cèdent en retour le releveur James McDonald et le voltigeur des ligues mineures Andrew Lambo[14].